# Goran Simić
Goran Simić   (Vlasanica (Vladimirci), 1952 - 29 de setembre de 2024) va ser un escriptor bosnià reconegut internacionalment per les seves obres de poesia, assaig, contes i teatre.

## Biografia
Simić va quedar atrapat al setge de Sarajevo, on el poeta va haver de sobreviure durant els 1.425 dies que va durar. El 1995, ell i la seva família van poder establir-se al Canadà com a resultat d'un premi a la llibertat d'escriptura del PEN Club Internacional. Immigrant Blues va ser el segon volum complet de poemes de Simić en anglès i el primer que es va publicar al Canadà. El 2010 va publicar dos llibres més: un volum de poesia titulat Sunrise in the Eyes of the Snowman i la seva segona col·lecció de contes, Looking for Tito.
El 2006 va fundar Luna Publications a Toronto. Simić es va incorporar a la Facultat d'Arts i Ciències de la Universitat de Guelph el setembre de 2006. El 2013 va tornar a viure a Sarajevo.